# Hongkong–Csuhaj–Makaó-híd
A Hongkong-Csuhaj-Makaó-híd (HZMB) egy 55 kilométeres híd-alagút rendszer, amely három függőhídból, egy tenger alatti alagútból és négy mesterséges szigetből áll. Ez a leghosszabb tengeri átkelő és a világ leghosszabb nyílt tengeri fix összeköttetése is. A HZMB a Lingding és a Jiuzhou csatornákon ível át, és összeköti Hongkongot és Makaót Csuhajjal - a kínai Gyöngy-folyó deltájának nagyvárosával.
A HZMB hidat 120 éves élettartamra tervezték, és 127 milliárd kínai jüanba (18,8 milliárd amerikai dollárba) került a megépítése. A főhíd építésének költségeit 51,1 milliárd kínai jüanra (7,56 milliárd USD) becsülték, amelyet bankkölcsönökből finanszíroztak, megosztva a szárazföldi Kína, Hongkong és Makaó kormányai között.
Eredetileg 2016 végén adták volna át a forgalomnak, a szerkezetet 2018. február 6-án fejezték be, és ezt követően újságírókat vezettek át a hídon. 2018. október 24-én a HZMB-t megnyitották a nagyközönség előtt, miután egy nappal korábban Hszi Csin-ping kínai államfő felavatta. 

## Építése

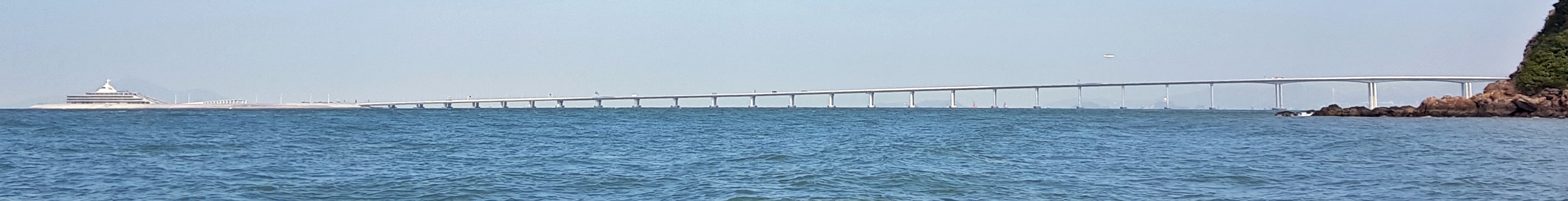
A már elkészült híd 2018-ban